# Verums landskommun
Verums landskommun var en tidigare kommun i dåvarande Kristianstads län.

## Administrativ historik
Kommunen bildades i Verums socken i Västra Göinge härad i Skåne när 1862 års kommunalförordningar trädde i kraft.
Vid kommunreformen 1952 uppgick kommunen i Vittsjö landskommun som upplöstes 1974 då denna del uppgick i Hässleholms kommun.

## Politik

### Mandatfördelning i Verums landskommun 1942-1946
| 6 | 14 |

| 19 |

| 5 | 3 | 12 |

| 19 |